# Lemberkové
Lemberkové nebo páni z Lemberka jsou starobylý šlechtický rod, který vzešel ve 13. století z Markvarticů. Rod nese jméno hradu Lemberk založeném v roce 1240 poblíž Jablonného v Podještědí. Zakladatelem hradu i rodu byl Havel z Jablonného, později z Lemberka. Lemberkové v Čechách vymřeli po meči v 15. století.

## Původ rodu

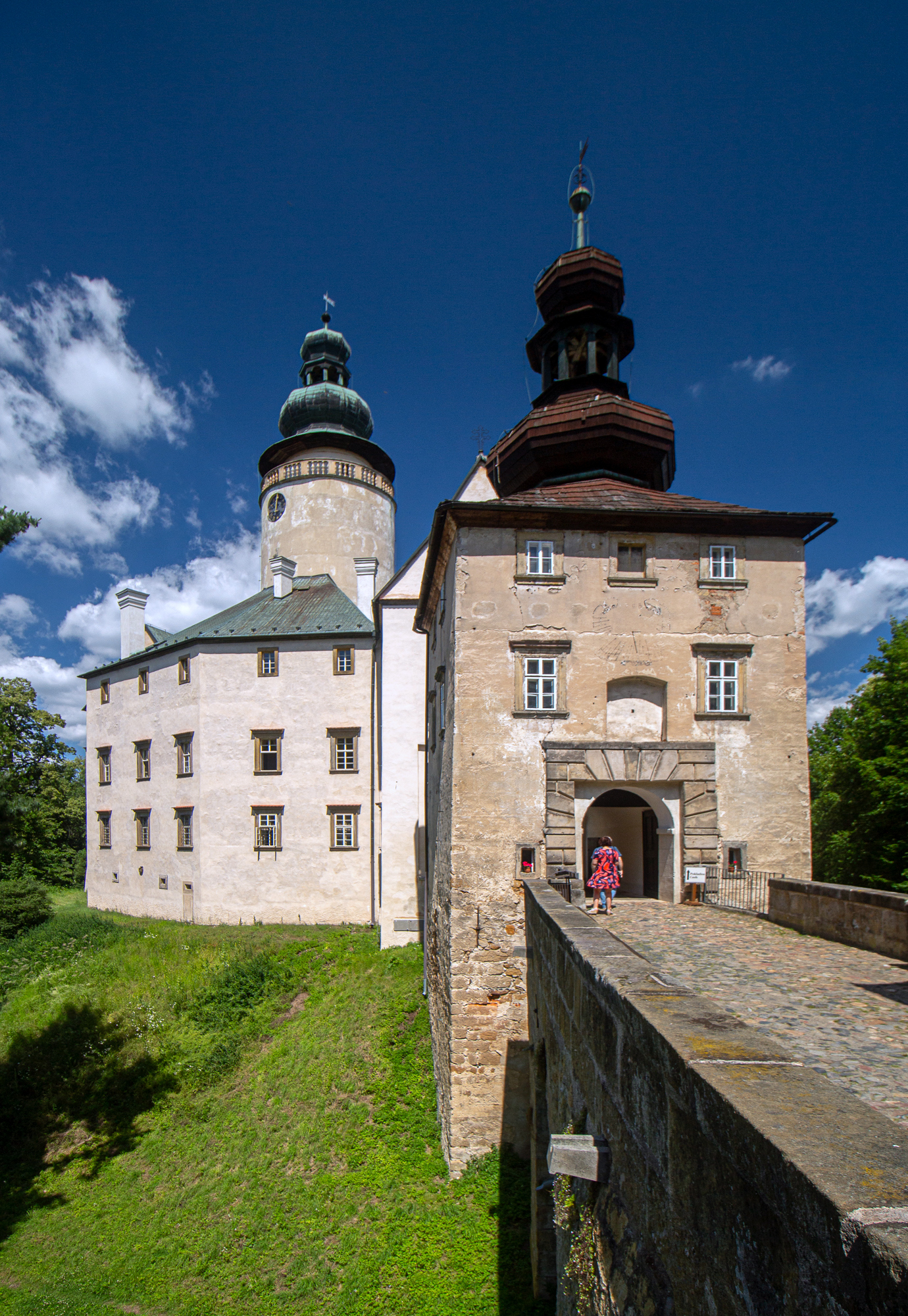
Hrad a zámek Lemberk

Markvarticové byli starý šlechtický rod, který svůj majetek, pozemky v severních Čechách získal jako úsluhu za služby Přemyslovcům ve 12. století. První známým příslušníkem z toho rodu byl Markvart, o němž je záznam z roku 1159. Byl komoří u dvora knížete Vladislava II. Měl tři syny a řadu vnuků. Jedním z vnuků byl Markvart z Března, roku 1220 připomínaný jako purkrabí v Děčíně. Měl rozsáhlé pozemky kolem dnešní Mladé Boleslavi a také manželku Hostilku, s níž měl 4 syny. Jedním z nich byl Havel z Lemberka, důvěrník českého krále Václava I. z rodu Přemyslovců.

## Havel z Lemberka
Je připomínán v různých pramenech z let 1233 až 1255, kdy zemřel. V roce 1240 se psal Havel di Yablonni (z Jablonného), v témže roce založil poblíž něj hrad Löwenberk, tedy dnešní Lemberk. Jeho panství bylo ze západu ohraničené Lužickými a od východu Jizerskými horami. Je znám i díky své manželce Zdislavě z Lemberka, svatořečené o sedm století později v roce 1995. Ta se za něj provdala okolo roku 1238 a jsou považováni za zakladatele opevněného kláštera a městečka se špitálem Český Dub, kde také Zdislava léčila. Další klášter založili roku 1250 v Jablonném. Havel se svou paní Zdislavou měl tři syny a dceru, kteří se zprvu všichni psali s přídomkem „z Lemberka“.

## Synové Havla z Lemberka
Nejstarším synem byl Havel II. z Lemberka, který zastával v letech 1266–1269 na dvoře Přemysla Otakara II. funkci nejvyššího číšníka a držel panství Kladské, které mu však král později odebral. Druhým synem byl Zdislav, zakladatel hradu Zvířetice. On i jeho synové se psali z Lemberka, synové a vnuci později páni ze Zvířetic.
Třetí syn Jaroslav z Lemberka si ponechal v držení hrad Lemberk a jeho čtyři synové v držení panství jako páni z Lemberka dále pokračovali. Synové byli:
- Havel Beran z Lemberka, který měl dva syny, Haška z Lemberka a Ješka z Lemberka († 1392)
- Havel Ryba z Lemberka
- Havel Houba z Lemberka
- Havel (řeč. kanovník) z Lemberka

Jaroslav později vystupoval i jako Jaroslav z Turnova, tedy se stejným jménem, které používal dříve jeho strýc, známý ještě roku 1239 jako Jaroslav z Hruštice, pozdější zakladatel Turnova i Valdštejna.